# توماس ماكغي
توماس ماكغي (بالإنجليزية: Thomas McGhee)‏ (10 مايو 1929 بمانشستر في المملكة المتحدة - 19 مايو 2018) هو لاعب كرة قدم بريطاني في مركزي الدفاع والظهير. لعب مع نادي بورتسموث ونادي ريدنغ ونادي فارم تاون ونادي بول تاون.